# Gobiobotia homalopteroidea
Gobiobotia homalopteroidea är en fiskart som beskrevs av Hialmar Rendahl 1932. Gobiobotia homalopteroidea ingår i släktet Gobiobotia och familjen karpfiskar. Inga underarter finns listade i Catalogue of Life.